# مارکوتابودوگه
مارکوتابودوگه (به مجاری:  Markotabödöge) یک شهرداری در مجارستان است که در ناحیه چورنا واقع شده‌است. مارکوتابودوگه ۱۶٫۲۹ کیلومتر مربع مساحت و ۴۹۱ نفر جمعیت دارد.